# Arrondissement Sarreguemines
Das Arrondissement Sarreguemines ist eine Verwaltungseinheit im französischen Département Moselle in der Region Grand Est (bis Ende 2015 Lothringen). Hauptort (Unterpräfektur) ist Saargemünd.
Es besteht aus drei Kantonen (frz. cantons), welche wiederum aus 83 Gemeinden (frz. communes) bestehen.
Das Arrondissement entstand aus den von 1790 bis 1795 bestehenden Distrikten von Bitsch, Mörchingen und Saargemünd und war von 1871 bis 1920 fast identisch mit dem Kreis Saargemünd und von 1940 bis 1944 mit dem Landkreis Saargemünd.

## Geographie
Zum Arrondissement gehört das Bitscher Land.

### Berge
Die höchsten Erhebungen im Kreis sind die Südwestschulter des Garnfirstes in Philippsbourg mit ca. 510 m (Gipfel mit 554 m liegt auf der elsässischen Seite), der Arnsberg (473 m) in Baerenthal, der Hoher Reissen (454 m) in Stürzelbronn und der Weihersberg (451 m) in Philippsbourg.

### Nachbarkreise
Der Landkreis grenzt im Uhrzeigersinn im Nordwesten beginnend an den Regionalverband Saarbrücken und an den Saarpfalz-Kreis (beide im Saarland) sowie an den Landkreis Südwestpfalz in Rheinland-Pfalz. Im Osten und Süden grenzt er an die Landkreise Hagenau-Weißenburg und Zabern und somit an das elsässische Département Bas-Rhin. Im Südwesten und Westen grenzt er an die ebenfalls lothringischen Landkreise Saarburg-Salzburg und Forbach-Bolchen.

## Kantone
Das Arrondissement untergliedert sich in drei Kantone:
- Kanton Bitche
- Kanton Sarralbe (mit 17 von 48 Gemeinden)
- Kanton Sarreguemines

### Ehemalige Kantone
- Kanton Breidenbach (1800–1802)
- Kanton Forbach (1800–1871)
- Kanton Grostenquin (1800–1871)
- Kanton Morhange (1800–1802)
- Kanton Lemberg (1800–1802)
- Kanton Rohrbach-lès-Bitche (1800–1871, 1919–1940 und 1945–2014)
- Kanton Saint-Avold (1800–1871)
- Gesamt Kanton Sarralbe (1800–1871, 2000–2014)
- Kanton Sarreguemines-Campagne (1985–2014)
- Kanton Volmunster (1800–1871, 1919–1940 und 1945–2014)

## Gemeinden
Die Gemeinden des Arrondissements Sarreguemines sind:
| 1. Achen (57006)                       | 2. Baerenthal (57046)    | 3. Bettviller (57074)         | 4. Bining (57083)                   |
| 5. Bitche (57089)                      | 6. Bliesbruck (57091)    | 7. Blies-Ébersing (57092)     | 8. Blies-Guersviller (57093)        |
| 9. Bousseviller (57103)                | 10. Breidenbach (57108)  | 11. Éguelshardt (57188)       | 12. Enchenberg (57192)              |
| 13. Epping (57195)                     | 14. Erching (57196)      | 15. Ernestviller (57197)      | 16. Etting (57201)                  |
| 17. Frauenberg (57234)                 | 18. Goetzenbruck (57250) | 19. Grosbliederstroff (57260) | 20. Gros-Réderching (57261)         |
| 21. Grundviller (57263)                | 22. Guebenhouse (57264)  | 23. Hambach (57289)           | 24. Hanviller (57294)               |
| 25. Haspelschiedt (57301)              | 26. Hazembourg (57308)   | 27. Hilsprich (57325)         | 28. Holving (57330)                 |
| 29. Hottviller (57338)                 | 30. Hundling (57340)     | 31. Ippling (57348)           | 32. Kalhausen (57355)               |
| 33. Kappelkinger (57357)               | 34. Kirviller (57366)    | 35. Lambach (57376)           | 36. Le Val-de-Guéblange (57267)     |
| 37. Lemberg (57390)                    | 38. Lengelsheim (57393)  | 39. Liederschiedt (57402)     | 40. Lixing-lès-Rouhling (57408)     |
| 41. Loupershouse (57419)               | 42. Loutzviller (57421)  | 43. Meisenthal (57456)        | 44. Montbronn (57477)               |
| 45. Mouterhouse (57489)                | 46. Nelling (57497)      | 47. Neufgrange (57499)        | 48. Nousseviller-lès-Bitche (57513) |
| 49. Obergailbach (57517)               | 50. Ormersviller (57526) | 51. Petit-Réderching (57535)  | 52. Philippsbourg (57541)           |
| 53. Puttelange-aux-Lacs (57556)        | 54. Rahling (57561)      | 55. Rémelfing (57568)         | 56. Rémering-lès-Puttelange (57571) |
| 57. Reyersviller (57577)               | 58. Richeling (57581)    | 59. Rimling (57584)           | 60. Rohrbach-lès-Bitche (57589)     |
| 61. Rolbing (57590)                    | 62. Roppeviller (57594)  | 63. Rouhling (57598)          | 64. Saint-Jean-Rohrbach (57615)     |
| 65. Saint-Louis-lès-Bitche (57619)     | 66. Sarralbe (57628)     | 67. Sarreguemines (57631)     | 68. Sarreinsming (57633)            |
| 69. Schmittviller (57636)              | 70. Schorbach (57639)    | 71. Schweyen (57641)          | 72. Siersthal (57651)               |
| 73. Soucht (57658)                     | 74. Sturzelbronn (57661) | 75. Volmunster (57732)        | 76. Waldhouse (57738)               |
| 77. Walschbronn (57741)                | 78. Wiesviller (57745)   | 79. Willerwald (57746)        | 80. Wittring (57748)                |
| 81. Wœlfling-lès-Sarreguemines (57750) | 82. Woustviller (57752)  | 83. Zetting (57760)           |                                     |

## Städte und Gemeinden
(Einwohner am 1. Januar 2022)
| Städte 1. Saargemünd (frz. Sarreguemines) (20.324) 2. Bitsch (frz. Bitche) (4899) 3. Saaralben (frz. Sarralbe) (4386) | Großgemeinden 1. Großblittersdorf (frz. Grosbliederstroff) (3322) 2. Wustweiler (frz. Woustviller) (2822) 3. Püttlingen b. Saaralben (frz. Puttelange-aux-Lacs) (3058) |